# Kobiele Wielkie
Kobiele Wielkie ist ein Dorf im Powiat Radomszczański in der Woiwodschaft Łódź, Polen. Es ist ebenfalls Sitz der gleichnamigen Landgemeinde (gmina wiejska).

## Geographie
Kobiele Wielkie liegt ca. 81 km südlich von Łódź, 13 km südöstlich von Radomsko und 42 km nordöstlich von Częstochowa.

## Geschichte
Von 1975 bis 1998 gehörte das Dorf zur Woiwodschaft Piotrków.

## Sehenswürdigkeiten
- Park Dworski aus dem neunzehnten Jahrhundert.[3]

## Gemeinde

### Geographie
Die Gemeinde hat eine Flächenausdehnung von 101,85 km². 63 % des Gemeindegebiets werden landwirtschaftlich genutzt, 27 % sind mit Wald bedeckt.

### Sołectwo
Die Landgemeinde besteht aus den 20 Sołectwa (Schulzenämter): Babczów, Biestrzyków Mały, Biestrzyków Wielki, Brzezinki, Cadów, Cieszątki, Huta Drewniana, Karsy, Kobiele Małe, Kobiele Wielkie, Łowicz, Nowy Widok, Orzechów, Orzechówek, Posadówka, Przyborów, Przybyszów, Ujazdówek, Wola Rożkowa und Zrąbiec. Sowie den Dörfern Cadówek, Jasień, Kajetanówka, Katarzynów, Łazy, Przydatki Przybyszowskie, Rozpęd, Stary Widok, Świerczyny und Tomaszów.

## Söhne und Töchter des Ortes
- Władysław Reymont (1867–1925), Schriftsteller